# RŽD-Baureihe ВЛ65
Die SŽD-Baureihe ВЛ65 (deutsche Transkription WL 65) der Sowjetischen Eisenbahnen (SŽD) ist eine Baureihe sechsachsiger Elektrolokomotiven für den Betrieb auf Magistralen mit Wechselstrom. Sie wurden aus der ВЛ85 entwickelt und gelten als die Einsektionsvariante dieser Baureihe. Sie wurde von 1992 bis 1999 von der Elektrolokomotivenfabrik Nowotscherkassk ausgeliefert und sind der Ersatz für die veraltete ВЛ60.

## Konstruktion

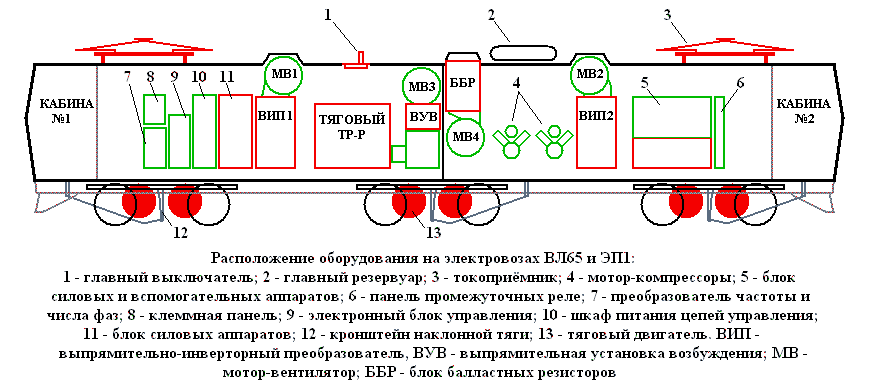
Prinzipskizze des Aufbaus der Lokomotiven
Es bedeuten:
- 1 Hauptschalter
- 2 Hauptluftbehälter
- 3 Stromabnehmer
- 4 Motor-Kompressor
- 5 Block der Kraft- und Hilfsapparate
- 6 Panel der Zwischen-Relais
- 7 Frequenz-Wandler
- 8 Klemm-Panel
- 9 elektronischer Block der Verwaltung
- 10 Schrank zur Speisung der Kette der Verwaltung
- 11 Block der Kraft-Apparate
- 12 geneigte Konsole zur Kraftübertragung Drehgestell-Lokkasten
- 13 Traktionsfahrmotoren
- ВИП Gleichrichter-Inverter-Wandler
- ВуВ Gleichrichter-Einheit-Anregung
- MB Motorventillator
- ббP Ballast Umsteuerung

### Mechanischer Teil
Der Kasten der Lokomotive stützt sich wie bei der ВЛ85 auf drei zweiachsige Drehgestelle. Die äußeren Drehgestelle sind mit den üblichen Aufhängungen mit dem Lokkasten verbunden, das mittlere Drehgestell stützt über Stützen mit Scharnierverbindungen den Lokkasten ab. Diese Stützen besitzen eine große Länge und garantieren einen großen seitlichen Ausschlag des Drehgestelles, was den Bogenlauf der Lokomotive erheblich verbessert. Die Kräfte für die Beschleunigung und Abbremsung werden wie bei der ВЛ85 über geneigte Verbinder übertragen. Gegenüber dieser Baureihe wurden sie nochmals umgearbeitet, da die Reibungswerte der ВЛ85 nicht optimal waren. Ebenfalls wurde die Federung überarbeitet; sie ist eine Gleitaufhängung und stützt sich anstatt mit Blattfedern mittels Schraubenfeder auf den Widerlagern. Außerdem besitzt die Federung noch hydraulische Dämpfer und Schwingungsdämpfer zur Dämpfung vertikaler Schwingungen.
Die Aufhängungen der Traktionsfahrmotoren ist, wie bei den ВЛ80 und ВЛ85 in Tatzlager-Bauart ausgeführt. Die Aufhängung der ВЛ65.016 wurde versuchsweise mit den neuen Traktionsfahrmotoren НБ-520 (NB-520) in Stützen-Rahmen-Aufhängung ausgeführt. Die weitere Anpassung der Konstruktion stand unter der Anpassung der Serie an die Elektrolokomotive ЭП1.

### Antrieb
Die Lokomotiven besitzen die Traktionsfahrmotoren НБ-514 (NB-514). Es sind dieselben, wie bei der SŽD-Baureihe ВЛ85. Drei Motoren sind in einer Gruppe parallel vereinigt. Insgesamt gibt es zwei Gruppen, jede wird gespeist über ihren Gleichrichter-Inverter-Wandler (ВИП (WIP)). Dieser ist aus Thyristoren zusammengestellt. Die Steuerung des Kraft-Schemas wird wie bei der ВЛ80p und ВЛ85 ausgeführt. Der Transformator besitzt vier Ableitungen. Jede Ableitung besitzt ihre Gruppe von Thyristoren. Das führte zu einer Verdoppelung der Anzahl der Thyristoren erhöhte aber die Zuverlässigkeit der Lokomotive. Zur Feinregulierung werden Systeme auf der Basis von Thyratron - Entladung analog der Thyristoren verwendet.

### Steuerung
Im System der Verwaltung der Elektrolokomotive wird der Block БАУ-2 (BAU-2) verwendet. Er versorgt den Anlauf der Elektrolokomotive bis zur vorgegebenen Geschwindigkeit und mit vorgegebenem Strom, was der Beschleunigung entspricht. Die Geschwindigkeit wählt der Maschinist mit einem speziellen Hebel aus, der unter dem Fahrtrichtungswender angeordnet ist. Gleichfalls versorgt der Block БАУ-2 die automatische Abwärmeverwertung der Widerstandsbremse bei geringen Geschwindigkeiten, wo der Effekt der Abwärmeverwertung nur noch gering ist sowie die Vielfachsteuerung.
Die Kette der Verwaltung wird mit Gleichspannung 50 V betrieben. Versuchsweise wurde auf der ВЛ65.021 eine Mikroprozessor-System-Verwaltung der Fahrmotoren angewendet, nach Revisionen fand diese in den Serienlokomotiven der Reihe ЭП1 Verwendung.

### Hilfsmaschinen
Die Hilfsmaschinen bestehen aus vier Motorventilatoren, zwei Motor-Kompressoren und einer Motorpumpe für das Öl des Transformators. Für ihre Speisung wird Drehstrom mit einer Spannung von 380 V und einer Frequenz von 50 Hz verwendet. Die Motorpumpe vom Typ 4ТТ-63 wurde ohne Änderung von der ВЛ85 übernommen, die Motoren für die Kompressoren und Ventilatoren sind Neukonstruktionen vom Typ НВА-55 (NWA-55). Es sind vierpolige Maschinen. Früher wurden bei den Lokomotiven der Elektrolokomotivenfabrik Nowotscherkassk Phasenschalter verwendet, auf der ВЛ65 wird ein Kondensator-Schema verwendet.
Die Druckluft für die Bremsanlage wird von zwei schnelllaufenden Kompressoren vom Typ ВУ-3,5 (WU-3,5) erzeugt, diese wurden ebenfalls auf der Industrievariante der Diesellokomotive ТЭМ7 eingesetzt. Die Motorventilatoren sind umlaufende einachsige Maschinen. Der Motorventilator Nr. 1 kühlt den ВИП Nr. 1 und die Traktionsfahrmotoren des ersten Drehgestelles, der Motorventilator Nr. 2 kühlt den ВИП Nr. 2 und die Traktionsfahrmotoren des dritten Drehgestelles, der Motorventilator Nr. 3 die Gleichrichtereinheit der Anregung, den Traktionstransformator und die Traktionsfahrmotoren des mittleren Drehgestelles, der Motorventilator Nr. 4 den Block der Ballast-Umsteuerung, der für die Einschränkung des Stromes der Traktionsfahrmotoren im Regime der Widerstandsbremse zuständig ist.

## Auslieferung, Umdisponierung und Farbgebung der Lokomotiven

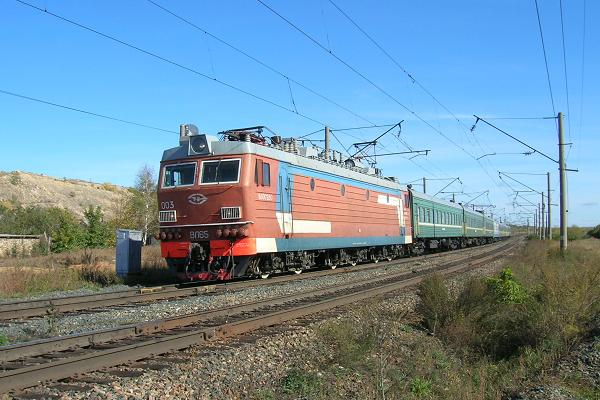
ВЛ65.003 in roter Farbgebung

Es wurden insgesamt 48 Lokomotiven der Reihe ausgeliefert. ВЛ65.001 und ВЛ65.002 wurden vom Werk in das Depot Bataisk ausgeliefert, die ВЛ65.003 und ВЛ65.004 arbeiteten primär bis 1998 im Depot Krasnoufimsk der Gorkowskaja schelesnaja doroga, darauf gingen sie in das Depot Nischneudinsk und darauf in das Depot Irkutsk der Wostotschno-Sibirskaja schelesnaja doroga und Belogorsk der Sabaikalskaja schelesnaja doroga. Später folgten sie den weiteren Lokomotiven der Reihe, so dass sich im Herbst 2006 primär 3/5 aller Lokomotiven der Reihe ВЛ65 sich im Depot Kartaly der Juschno-Uralskaja schelesnaja doroga befanden, ein geringerer Teil befand sich im Depot Sewerobaikalsk der Wostotschno-Sibirskaja schelesnaja doroga und nur eine, die Nr. 016, befand sich noch im Depot Belogorsk der Sabaikalskaja schelesnaja doroga.
Die Lokomotive ВЛ65.001 wurde vom Werk in den damaligen Standardfarben für heimische Lokomotiven, in grüner Farbe, ausgeliefert. Nach der ersten Revision erhielt sie eine weiße Färbung. Auch die Lokomotiven bis zur ВЛ65.003 erhielten diese Färbung. Nach der ВЛ65.004 wurden die Elektrolokomotiven in roter Farbe ausgeliefert. Eine Ausnahme bilden die Lokomotiven mit den Inventarnummern 005, 018 und 024. Sie befinden sich derzeit im Depot Irkutsk und erhielten eine blaue Färbung mit dem zusätzlichen Schriftzug Байкал. Die Lokomotiven mit den Inventarnummern 013 und 023 hatten auf der Frontpartie die Aufschrift Россия. Eine weiße Farbgebung behielt bis Mitte der 2000er-Jahre nur die Lokomotive mit der Inventarnummer 001, die übrigen wurden in rot lackiert. In der Mitte des Jahres 2007 begann das Depot Kartaly alle Lokomotiven in grün zu lackieren, und Mitte des Jahres 2008 fuhren alle ВЛ65 in Sewerobaikalsk  in weiß-blauer Farbgebung.

## Personenzug-Elektrolokomotive ЭП1

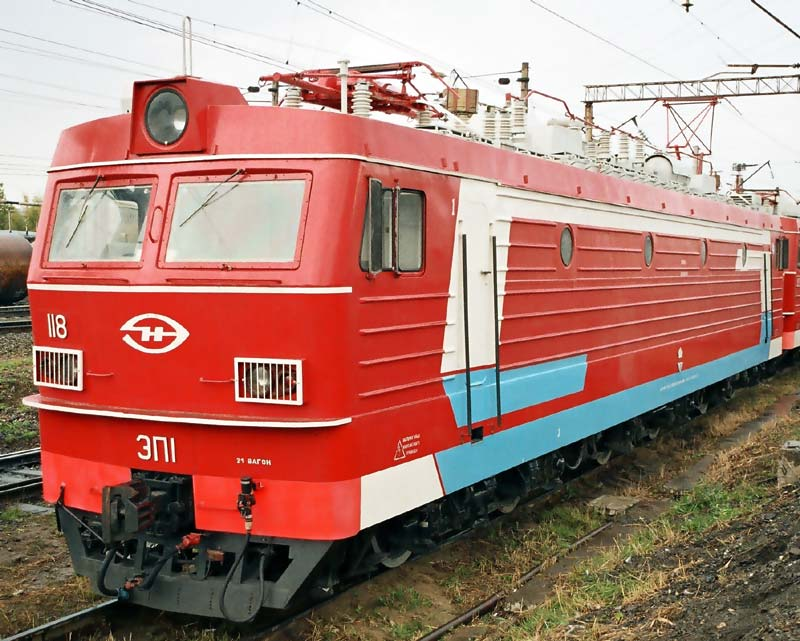
ЭП1.118

Auf der Basis der Elektrolokomotive ВЛ65 wurde die Personenzuglokomotive ЭП1 geschaffen, sie hatte gegenüber der Basisversion folgende Unterschiede:
- es wurden neue Traktionsfahrmotoren НБ-520 (NB-520) angewendet, die mit der Stützen-Rahmen-Aufhängung ausgeführt waren, was verkleinerte die Belastung der Gleise durch die Lok und im Umkehrschluss die Belastung der Fahrmotoren durch den Oberbau.

- es wurde das Übersetzungsverhältnis des Antriebes verändert, dadurch kam es zur Erhöhung der konstruktiven Geschwindigkeit bis 140 km/h bei gleichzeitiger Senkung der Zugkraft. Dadurch konnte die Lokomotive für die Beförderung von schnellen und schweren Personenzügen verwendet werden.

- Entfernung der Möglichkeit der Vielfachsteuerung und Entfernung der Rosette unter der Pufferbohle

- es erschien die Möglichkeit der Arbeit der Motorventilatoren und der Motorpumpe bei niedrigen Geschwindigkeiten mit gesenkter Leistung. Es wurde angewendet mit 90 V Spannung  und der Frequenz 16 2/3 Hz von einem statischen Wandler. Das war ökonomischer und senkte den Lärm

- Mit der Inventarnummer 029 wurde der Antrieb des Motorkompressors НВА-55 (NWA-55) ersetzt durch den achtpoligen НВА-22 (NWA-22), dadurch konnte der Kompressor mit niedriger Geschwindigkeit betrieben werden.

- Für die Steuerung der Elektrolokomotive wurden zwei Computer eingesetzt – ein Haupt- und ein Reservecomputer, sie stellten die Kontrolle und die Verwaltung der Elektrolokomotive sicher.

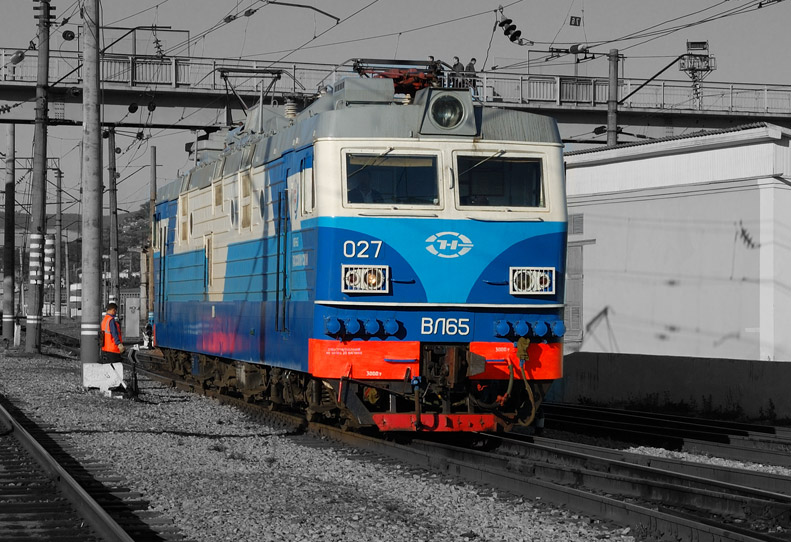
ВЛ65-027 in der Station Krasnojarsk
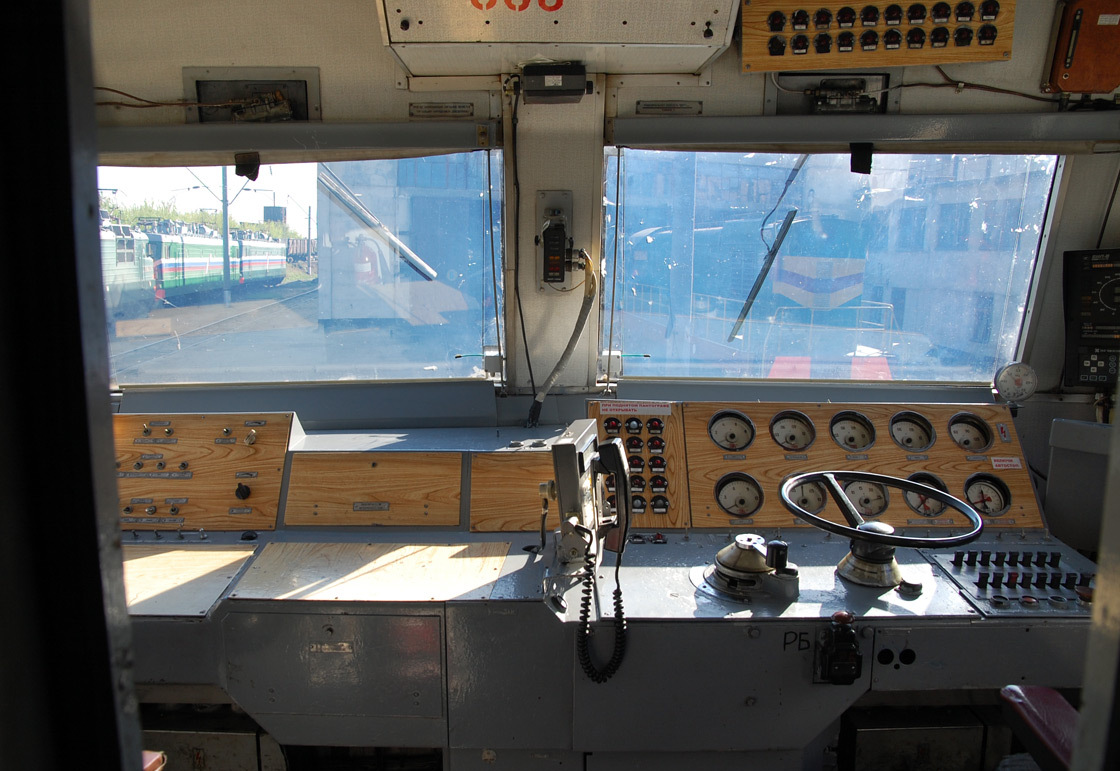
Kabine der ВЛ65-005
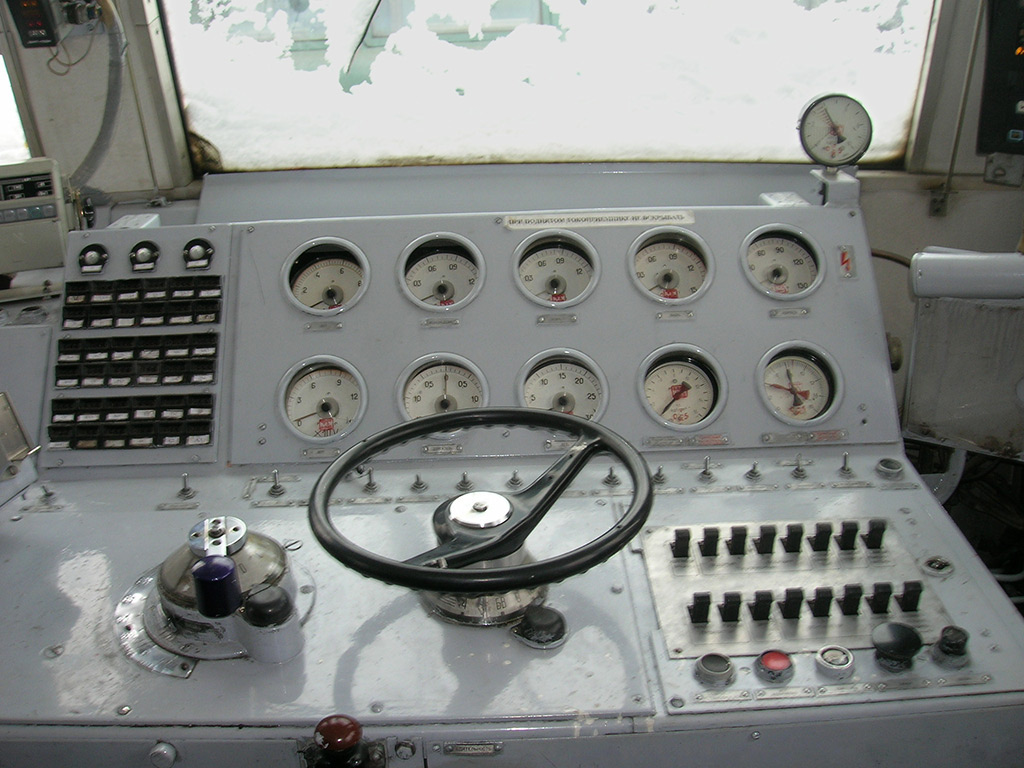
Fahrschalter der ВЛ65-028
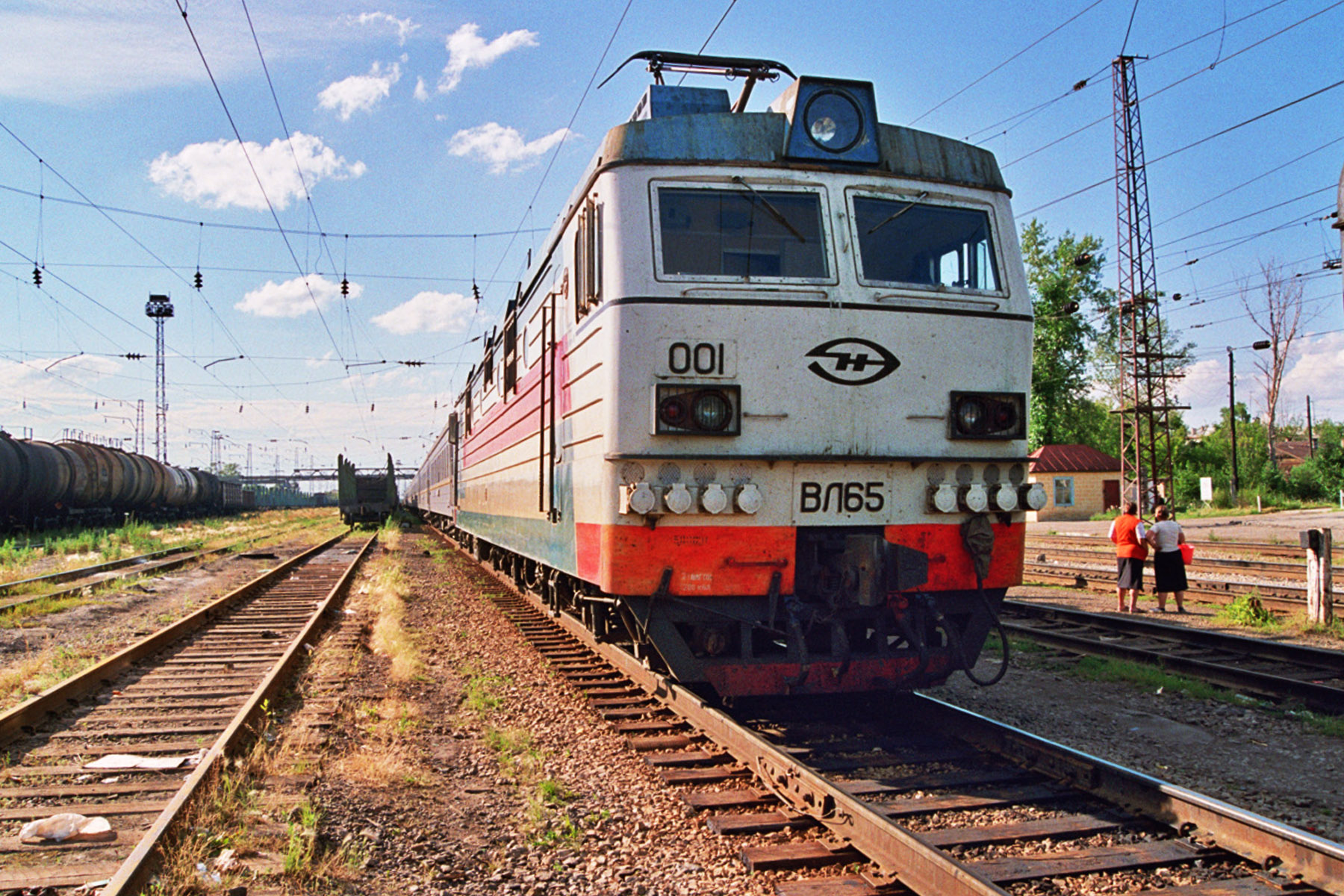
ВЛ65-001 in der Station Ilanski, 2000
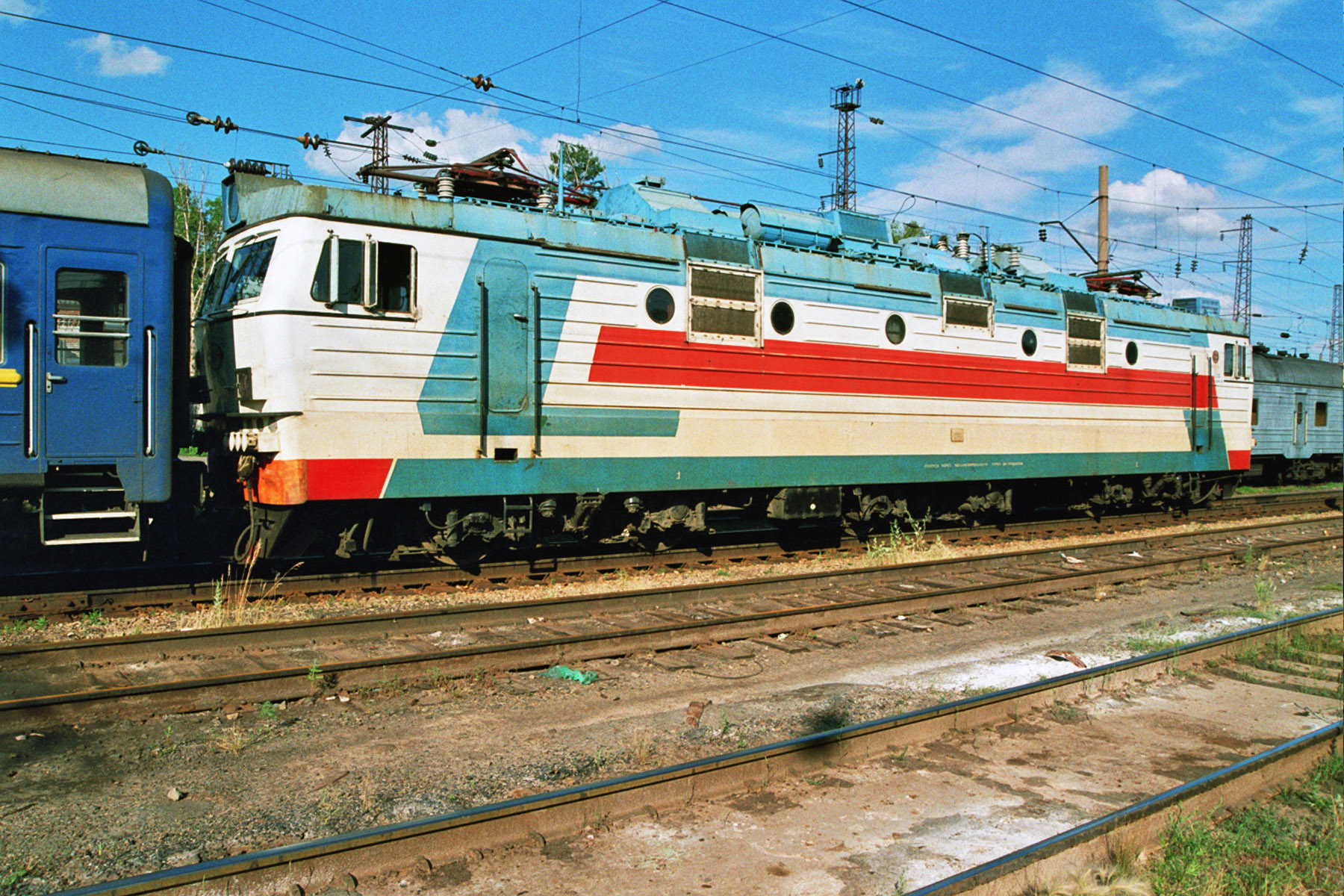
ВЛ65-001 in der Station Ilanski, 2000